# Synsphyronus paradoxus
Espèce
Synsphyronus paradoxus est une espèce de pseudoscorpions de la famille des Garypidae.

## Distribution
Cette espèce est endémique d'Australie. Elle se rencontre dans l'Est de l'Australie-Méridionale, dans le Nord du Victoria et dans l'Ouest de la Nouvelle-Galles du Sud.

## Description
Les mâles mesurent de 2,3 à 2,6 mm et les femelles de 2,6 à 3,0 mm.

## Publication originale
- Chamberlin, 1930 : A synoptic classification of the false scorpions or chela-spinners, with a report on a cosmopolitan collection of the same. Part II. The Diplosphyronida (Arachnida-Chelonethida). Annals and Magazine of Natural History, sér. 10, vol. 5, p. 1-48 & 585-620.